# Alfred Neveu
Alfred Neveu (Leysin, 24 dicembre 1890 – 20 maggio 1975) è stato un bobbista svizzero.

## Biografia
Ai I Giochi olimpici invernali (edizione disputatasi nel 1924 a Chamonix, Francia) vinse la medaglia d'oro nel Bob a 4 con i connazionali Eduard Scherrer, Alfred Schläppi e Heinrich Schläppi superando la nazionale britannica (medaglia d'argento) e belga (bronzo). Il tempo totalizzato fu di 5:45.54.